# Chelodyna australijska
Chelodyna australijska, żółw wężoszyi, żółw długoszyjny, wężogłówka australijska (Chelodina longicollis) – gatunek żółwia z rodziny matamatowatych (Chelidae).

## Opis
Karapaks owalny, rozszerzający się w tylnej części, o bokach zawiniętych do góry, barwy ciemnobrązowej lub brązowo-czarnej po czarny, przez który przebiega głęboki rowek rozszerzający się w kierunku głowy. Tarczki brzeżne uniesione w części nad ogonem, boczne zaś z tendencją do podnoszenia się wraz z wiekiem osobnika. Plastron bardzo duży z głębokim wcięciem przy końcu, barwy takiej samej jak karapaks z kremowymi plamami, które niekiedy są niewielkie, a niekiedy nie ma ich w ogóle. Głowa mała i wąska, wraz z wiekiem nieco się rozszerza. Szyja bardzo długa, dochodząca do 60% długości karapaksu, pokryta małymi wyrostkami. Dość krótki ogon. Grzbietowa strona ciała ciemnoszara, brzuszna – od barwy kremowej do żółtej. Posiada gruczoły zapachowe, z których w przypadku zagrożenia wydzielany jest ostry, żółty płyn. Młode osobniki zwykle barwy czarnej z pomarańczowym paskiem wzdłuż obu stron szyi i żuchwy. Posiadają również pomarańczowe znaczenia w centralnej części każdej płytki plastronu oraz pod spodem tarczek brzeżnych karapaksu. Dzięki dobrze rozwiniętym kręgom szyjnym głowa oraz szyja mogą sprawnie poruszać się na boki. Brak możliwości pionowego cofania głowy oraz podwijania skóry. Głowa i szyja chronione są przez poziome skręcenie pod karapaks. Na odnóżach są poprzecznie ustawione łuski. Długość odnóży u dorosłych żółwi wynosi 10–13 cm długości.

## Rozmiary
Karapaks samic do 30 cm długości, a samców do 25 cm długości.

## Występowanie
Występuje powszechnie na terenach południowo-wschodniej i wschodniej Australii, od okolic miasta Port Lincoln, aż do ujścia rzeki Fitzroy. Spotykany przy ujściu rzeki Darling, Paroo i górnym biegu Cooper Creek. Występowanie żółwia wężoszyjego odnotowano również na wschód od Wielkich Gór Wododziałowych.

## Biotop
Gatunek słodkowodny. Występuje głównie w rzekach, jeziorach oraz płytkich stawach. Można go spotkać również w pozostałościach po rzekach okresowych. Przeważnie bytuje na dnie, rzadko wypływa na powierzchnię.

## Tryb życia
Aktywność dzienna. Długa szyja umożliwia wymianę gazową bez konieczności wypływania na powierzchnię wody oraz narażania się na atak drapieżnika. Posiada zdolność przechodzenia w stan estywacji w przypadku niesprzyjających warunków środowiskowych. Odbywa się ona na lądzie – przeważnie żółw zakopuje się w stercie liści. Często migruje po lądzie w poszukiwaniu pożywienia.

## Odżywianie
Jest drapieżnikiem, żywi się małymi rybami, żabami, a także skorupiakami i ślimakami. Pomaga mu w tym długa szyja. Pokarm wsysany jest do środka.

## Rozmnażanie
Samica składa od 6 do 23 jaj w okresie grudnia i stycznia. Jaja mają przeważnie około 30 mm długości i 20 mm szerokości. Są białe, otoczone twardą skorupką, ważą około 6–7 g.

## Zagrożenia
Dorosłe osobniki często padają ofiarą drapieżników takich jak: rybożer białobrzuchy (Haliaeetus leucogaster), dingo australijski (Canis dingo) oraz lis rudy (Vulpes vulpes). Wiele innych drapieżników żeruje również na gniazdach.

## Znaczenie w ochronie środowiska
Chelodina longicollis uważany jest za gatunek bardzo powszechny. Chroniony jest jednak aktem prawnym zakazującym zabijania oraz hodowli zwierząt pochodzenia dzikiego. Choć jest gatunkiem dość trudnym w hodowli ze względu na zróżnicowaną dietę, można uzyskać pozwolenie na jego hodowlę pod warunkiem posiadania osobnika z legalnego źródła, a także niezabranego z dziczy. Występuje również powszechnie w wielu parkach narodowych.  Badania dowodzą także, że Chelodina longicollis ma udział w rozsiewaniu roślin na drodze endochorii.